# 下肢の静脈

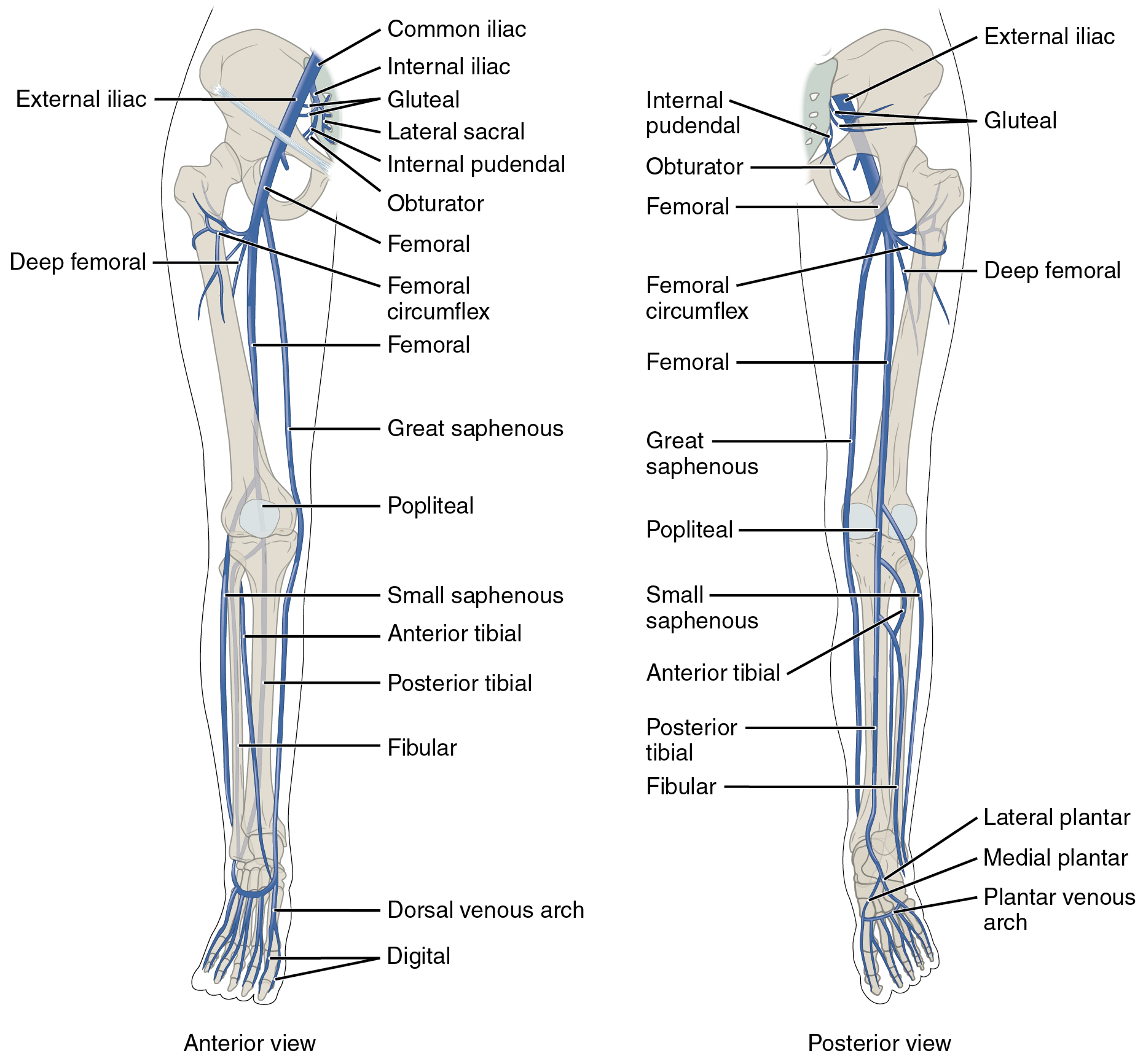
下肢の静脈

下肢の静脈（かしのじょうみゃく）は、下肢の血液を集め心臓に向かって環流する静脈で、大腿静脈、膝窩静脈、前脛骨静脈、後脛骨静脈などの深静脈と大伏在静脈、小伏在静脈などの浅静脈よりなる。

## 解剖

### 深静脈
動脈系と伴走しており、同様の名前が付けられている。
前脛骨静脈、後脛骨静脈が合流し膝窩静脈になり膝窩部で小伏在静脈と合流し大腿静脈となる。大腿静脈には大伏在静脈が合流し、大腿動脈と共通の鞘に入って腹腔内に入っていく。

### 浅静脈
- 大伏在静脈（だいふくざいじょうみゃく）は皮静脈である。足背の足背静脈弓より血液を集め、下肢内面の皮下を走行し外陰部静脈、浅腸骨回旋静脈、浅腹壁静脈などが合流し、伏在裂孔を通り大腿静脈に合流する。
- 小伏在静脈（しょうふくざいじょうみゃく）は皮静脈である。足部外側の血液を集め、下腿後面の皮下を走行し膝窩部で膝窩静脈に合流する。

## 下肢の静脈の疾患
- 静脈血栓症・塞栓症
- 下肢静脈瘤